# 1911 год в кино

## Фильмы

### Мировое кино
- «Битва» / The Battle, США (реж. Дэвид Уорк Гриффит)
- «Галлюцинации барона Мюнхгаузена» / Les Aventures de baron de Munchhausen, Франция (реж. Жорж Мельес)
- «Макс — жертва хинина» / Max victime du quinquina, Франция (реж. Макс Линдер)
- «Остров ужаса» / L’Île d’épouvante, Франция (реж. Джоэ Хамман)
- «Телеграфистка из Лоундэйла» / The Lonedale Operator, США (реж. Дэвид Уорк Гриффит)

### Российское кино
- «Анна Каренина» (реж. Андрэ Мэтр)
- «Боярская дочь» (реж. Пётр Чардынин)
- «В дни гетманов» (реж. Андрэ Мэтр)
- «Василиса Мелентьевна и царь Иван Васильевич Грозный» (реж. Пётр Чардынин)
- «Вражья сила» (реж. Алексей Алексеев-Яковлев)
- «Демон» (реж. Джованни Витротти)
- «Евгений Онегин» (реж. Пётр Чардынин)
- «Жених»[a] (реж. Кай Ганзен)
- «Жестокий отец» (реж. Марк Арнштейн, Авраам Каминский)
- «Живой труп» (реж. Борис Чайковский)
- «Загубленная доля» (реж. Кай Ганзен)
- «Запорожская Сечь» (реж. Даниил Сахненко)
- «Игнат Подкова» (реж. Алексей Алексеев-Яковлев)
- «Кавказский пленник» (реж. Джованни Витротти)
- «Катерина» (реж. Кай Ганзен [Чеслав Сабинский?])
- «Каширская старина» (реж. Владимир Кривцов)
- «Князь Серебряный» (реж. неизвестен)
- «Князь Серебряный и пленница Варвара» (реж. А. Алексеев)
- «Крейцерова соната» (реж. Пётр Чардынин) (режиссёр, актёр)
- «Лихач-кудрявич» (реж. Владимир Кузнецов, Борис Чайковский)
- «Мейер Юзефович» (реж. Александр Герц)
- «На бойком месте» (реж. Пётр Чардынин)
- «Наталка-Полтавка» (реж. Николай Садовский)
- «Оборона Севастополя» (реж. Василий Гончаров и Александр Ханжонков)
- «Огородник Лихой» (реж. Николай Кузнецов)
- «Песнь о вещем Олеге» (реж. Яков Протазанов))
- «Песня каторжанина» (реж. Яков Протазанов)
- «Последний нынешний денёчек» (реж. Пётр Чардынин)
- «Рогнеда» (реж. Владимир Кривцов)
- «Роман с контрабасом» (реж. Кай Ганзен)
- «Светит, да не греет» (реж. Пётр Чардынин)
- «Сказка о рыбаке и рыбке» (реж. Кай Ганзен)
- «Суд божий» (реж. Казимеж Каминскийъ)
- «Убийца из-за нужды» (реж. Авраам Каминский)
- «Электрический телеграф» (реж. Владислав Старевич)

## Знаменательные события
Снят первый русский полнометражный игровой фильм «Оборона Севастополя»

## Персоналии

### Родились
- 7 января — Мария Миронова, советская и российская актриса (ум. 1997).
- 9 февраля — Эса Пакаринен, финский музыкант и актёр (ум. 1989).
- 27 марта — Алексей Спешнев, советский кинорежиссёр и сценарист игровых фильмов.
- 27 мая — Винсент Прайс, американский киноактёр, известный по классическим экранизациям произведений Э. А. По (ум. 1993).
- 8 октября — Марк Бернес, советский певец и актёр (ум. 1969).
- 24 октября — Аркадий Райкин, советский актёр театра, эстрады и кино, конферансье (ум. 1987).
- 7 декабря — Ольга Викландт, советская актриса театра и кино, народная артистка СССР (1949).
- 18 декабря — Жюль Дассен, французский кинорежиссёр (ум. 2008).
- 24 декабря — Евгения Григорьевна Пырялова, советская актриса театра и кино.

## Комментарии
1. ↑  По другим данным, вышел в 1912 году.